# Pflanzenschutzgesetz
Das deutsche Pflanzenschutzgesetz dient dem Pflanzenschutz, dem Schutz von Pflanzenerzeugnissen sowie dem Schutz von Menschen, Tieren und des Naturhaushalts vor Gefahren insbesondere durch die Anwendung von Pflanzenschutzmitteln.

## Historie
Das erste Pflanzenschutzgesetz wurde in Deutschland 1937, und nach dem Zweiten Weltkrieg 1949 in der Bundesrepublik sowie 1953 in der DDR erlassen.
Inzwischen wird mit ihm vor allem europäisches Recht wie die Verordnung (EG) Nr. 1107/2009 (die sogenannte EU-Pflanzenschutz-Verordnung) ausgeführt, von der es viele Begriffsdefinitionen übernimmt wie die, was als Pflanzenschutzmittel zu verstehen sei, oder die Richtlinie 2009/128/EG umgesetzt.

## Inhalt
Neben allgemeinen Aussagen zum Pflanzenschutz enthält das Gesetz Vorschriften zur Anwendung von und dem Verkehr mit Pflanzenschutzmitteln, Pflanzenschutzgeräten und Pflanzenstärkungsmitteln. Zudem regelt es die behördliche Überwachung und Auskunftspflichten.
Es bindet Pflanzenschutz an die gute fachliche Praxis, die sie formuliert und dazu wiederum zunächst an die Grundsätze des integrierten Pflanzenschutzes  der Europäischen Union anknüpft. Allerdings sieht das Gesetz sogar bei absichtlicher Missachtung dieser Grundsätze keine unmittelbare Sanktion vor. Bußgeld droht erst für Verstöße gegen ausdrückliche, also konkretisierende Anordnungen der zuständigen Behörde, nachdem ein derartiger Verwaltungsakt zur Durchsetzung guter fachlicher Praxis erforderlich und vollziehbar geworden war.
Über die Ermächtigung der Regierung, mittels Rechtsverordnung die Anwendung einzelner Stoffen in jeder Hinsicht zu verbieten, bestimmt das Gesetz die Strafbarkeit des (auch nur versuchten) Anwendens, Inverkehrbringens oder Verbringens (innerhalb der EU) von Pflanzenschutzmitteln, für die ein vollständiges Anwendungsverbot nach dieser Pflanzenschutz-Anwendungsverordnung besteht. Pflanzenschutzmittel mit solch einem vollständigen Anwendungsverbot oder deren Gemische sind nach Gesetz zu beseitigen und zu Abfall erklärt, so dass jeder unerlaubte Umgang damit schon bei  Fahrlässigkeit strafbar oder zumindest ordnungswidrig wird.
§ 12 enthält weitere Vorschriften für die Anwendung von Pflanzenschutzmitteln (PSM). Voraussetzung ist die (nicht ruhende) Zulassung des PSM und seine Anwendung in den erklärten Grenzen dieser Zulassung. Allgemein verboten ist eine Anwendung jedoch  auf Freilandflächen, die befestigt oder nicht gärtnerisch oder land- oder forstwirtschaftlich genutzt sind. So ist auch die Frist geregelt, in der das Pflanzenschutzmittel nach Ablauf oder Widerruf der Zulassung noch angewendet werden darf (Aufbrauchfrist).